# Çardak (district)
Çardak is een plaats en district in de Turkse provincie Denizli. De stad telt 9.386 inwoners (2013). Het district heeft een oppervlakte van 323,33 km².